# Valerio Terzi
Pour les articles homonymes, voir Terzi.
Valerio Felice Terzi (né le 12 juin 1896 à Bergame en Lombardie et mort à une date inconnue) est un joueur de football italien, qui évoluait en tant que gardien de but.

## Biographie
Formé par Novara, club avec qui il évolue dans la période d'avant la Première Guerre mondiale, il obtient avec les piémontais comme résultat maximum la quatrième place dans le groupe B des demi-finales lors de la saison 1914-1915.
Après la guerre, il rejoint le Genoa CFC, club avec qui il fait ses débuts le 12 octobre 1919 lors du Derby de Gênes, victoire 5-1 contre l'Andrea Doria.
Au cours de la saison 1920 avec les Grifoni, ou il remporte les deux groupes éliminatoires, le club finit troisième de la phase finale. 
Il retourne ensuite à Novara pour la saison 1920-1921, et remporte le championnat piémontais puis atteint la troisième place du groupe A des demi-finales, puis la deuxième place du championnat du nord la saison suivante.
Après deux saisons avec les azzurri piémontais, il rejoint les turinois du Torino où il reste jusqu'en 1925.
Avec les granata, il fait ses débuts le 8 octobre 1922 lors d'une victoire par 2 buts à 0 contre l'US Pro Vercelli.